# Phoebe baishyae
Phoebe baishyae är en lagerväxtart som beskrevs av Mohan Gangopadhyay. Phoebe baishyae ingår i släktet Phoebe och familjen lagerväxter. Inga underarter finns listade i Catalogue of Life.